# Prinia flavicans
La prinia pechinegra (Prinia flavicans) es una especie de ave paseriforme de la familia Cisticolidae propia del África austral.

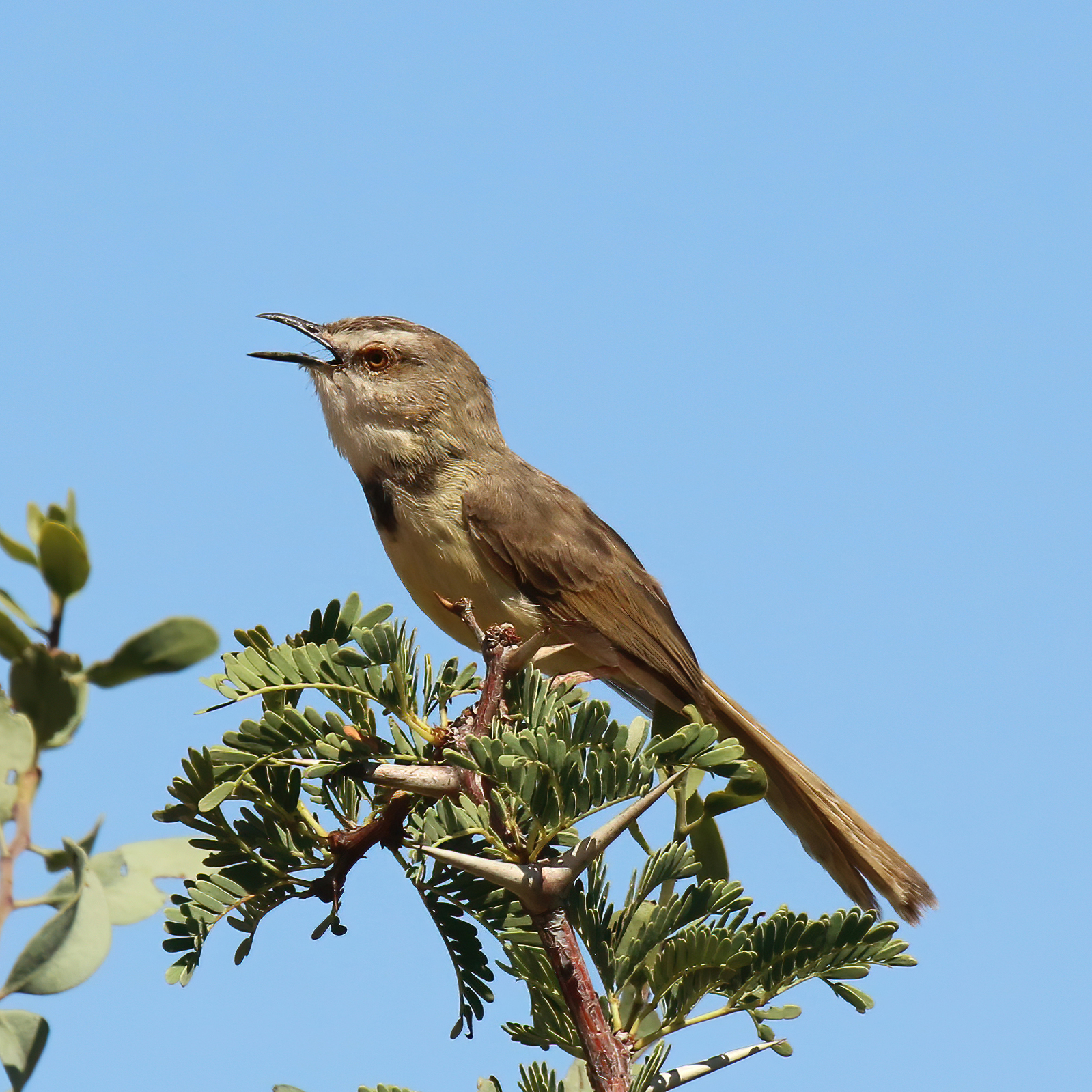
Hembra.

## Distribución y hábitat
Se encuentra en Angola, Botsuana, Lesoto, Namibia, Sudáfrica, Zambia y Zimbabue.
Su hábitat natural son las sabanas secas.